# 나카조네촌 (에히메현)
나카조네촌(中曽根村)은 에히메현 우마군에 있던 촌이다. 현재의 시코쿠추오시에 해당한다.

## 역사
- 1889년 12월 15일 - 정촌제 시행에 의해 우마군 나카조네촌이 성립하였다.
- 1944년 4월 1일 - 우마군 구 미시마정, 쇼하쿠촌, 나카노쇼촌과 합병해 새로운 미시마정이 성립, 동일 나카조네촌은 폐지되었다.

## 참고문헌
- 角川日本地名大辞典 38 愛媛県